# Nové Město na Moravě
Nové Město na Moravě là một thị trấn thuộc huyện Žďár nad Sázavou, vùng Vysočina, Cộng hòa Séc.